# فريديريك داهل هانسن
فريديريك داهل هانسن (بالدنماركية: Frederikke Dahl Hansen)‏ هي ممثلة دنماركية، ولدت في 26 مارس 1994 في كوبنهاغن في الدنمارك.

## أعمال

### مسلسلات
- بلا قلب

## وصلات خارجية
- فريديريك داهل هانسن على موقع IMDb (الإنجليزية)
- فريديريك داهل هانسن على موقع قاعدة بيانات الفيلم (الإنجليزية)